# Władysław Tajner
Pour les articles homonymes, voir Tajner.
Władysław Tajner (17 septembre 1935 - 27 février 2012) est un sauteur à ski polonais.  Il a participé aux Jeux olympiques d’hiver de 1956 et de 1960.